# Ąžuoliukas
Ąžuoliukas (dt. 'Eichenchen') ist ein 1959 von Hermanas Perelšteinas gegründeter Knaben- und Jugendlichenchor in der litauischen Hauptstadt Vilnius. 1979 wurde die „Ąžuoliukas“-Musikschule gegründet. Hier lernen die Chormitglieder Musik (Solfège, Musikliteratur, Harmonie, Dirigieren und Instrumentalmusik). In der Schule gibt es 50 Lehrer. Die Organisation ist eine öffentliche Anstalt (Viešoji įstaiga Berniukų ir jaunuolių choras „Ąžuoliukas“).

## Geschichte
Am 3. September 1959 fand die erste Probe im Club der Kommunikationsmitarbeiter statt. Es gab 30 Jungen, geleitet von Hermanas Perelšteinas.
Juni 1962 hatte der Chor erstes Konzert im Ausland (Riga, Lettland) und 1963 gastierte in Riga und Tallinn (Estland), 1965 in Moskau, 1973	in der DDR (16 Konzerte), am Festival „Berliner Festtage“; 1974 in Artek (Ukraine), 1978 in Minsk.

## Chorleiter

Logo von „Ąžuoliukas“

- 1959–1979: Hermanas Perelšteinas
- Seit 1979: Vytautas Miškinis

## Direktor
- 2012–2020: Kristijonas Bartoševičius (* 1987), Politiker, Seimas-Mitglied
- Seit 2020: Dominykas Žvirblis

## Auszeichnungen
- Gold- und Silber-Medaille,  International Choir Contest in Warna
- 1. Platz am Internationalen Kammerchor-Wettbewerb in Marktoberdorf